# Uwe Becker
Uwe Becker (República Federal Alemana, 10 de diciembre de 1955) es un atleta alemán retirado especializado en la prueba de 1500 m, en la que consiguió ser subcampeón europeo en pista cubierta en 1981.

## Carrera deportiva
En el Campeonato Europeo de Atletismo en Pista Cubierta de 1981 ganó la medalla de plata en los 1500 metros, con un tiempo de 3:43.02 segundos, tras el también alemán Thomas Wessinghage y por delante del polaco Mirosław Żerkowski.